# Setzer Gabbiani
Setzer Gabbiani (セッツァー・ギャッビアーニ, Settsā Gyabbiāni?) es un personaje del RPG de Super Nintendo, Final Fantasy VI. Su apellido significa 'gaviota' en italiano.

## Perfil
La apariencia de Setzer es de un joven adulto de tez pálida, con varias cicatrices menores en el rostro. Su cabello es blanco, viste una chaqueta larga color azul marino con bordes dorados cuyo cuello esta totalmente levantado, una camisa de encaje victoriano púrpura. Curiosamente en la chaqueta, posee varios bolsillos auxiliares para llevar sus cartas, que usa de arma.
Su nave posee una sala de espera, una sala de juegos parecida a un casino, la cabina de engranajes, un mirador y la salida al exterior donde se controla la aeronave.

## Biografía
La vida de Setzer ha girado alrededor de las apuestas desde siempre. Cuando apuesta puede incluso poner en juego su vida, como hace en alguna ocasión. Creció con una chica llamada Daryl. Los dos eran muy buenos amigos, y le gustaba competir contra ella. Ambos tenían un sueño, de crear algún día una máquina que volase a través de los cielos como un pájaro. Los dos trabajaron con empeño en crear esa máquina voladora. Daryl llamó a su aeronave Halcón. Era el modo más rápido de transporte en el mundo y excede la velocidad de incluso el Chocobo más rápido conocido. Setzer bautizó a su nave como Blackjack. Amaba esta nave y volaba en ella casi todos los días. Él imaginó que su nave sería más pesada y grande que el Halcón. Setzer y Daryl decidieron hacer una apuesta, una carrera para ver qué aeronave era la más rápida en dar la vuelta al mundo. Durante la carrera, la nave de Daryl perdió el control y chocó en la Isla del Triángulo. Ella aparentemente murió en el accidente y Setzer quedó destrozado por la tragedia. Para honrarla, él reconstruyó el Halcón y lo aparcó en una cueva subterránea.  
Después de superar la muerte de Daryl, Setzer empezó a frecuentar la Casa de la Ópera. Él estaba encantado con la actriz principal, María. Después de varias visitas, decidió que él haría una gran entrada en medio de la actuación y se llevaría a María para proponerle matrimonio en su aeronave. Pero no sabía que los Replicantes habían oído hablar de su plan y reemplazaron a María con Celes, para obtener acceso al barco volador. Los Replicantes necesitaban la aeronave de Setzer para poder volar a Vector, capital del Imperio. Setzer comprendió que la chica que él había secuestrado no era Maria, sino Celes. Setzer no quiso prestarles su nave, por lo que Los Replicantes hicieron una apuesta con él. Se echó una moneda, si salía cara, consiguirían sus servicios y aeronave, si salía cruz, se casaría con Celes. Celes tiró una moneda de dos caras y naturalmente ganó la apuesta. El grupo se dirigió a Vector.
Después Setzer se da cuenta al encontrarse a Terra convertida en Esper y luego volviendo a su estado normal, de que la misión de los Replicantes va mucho más allá del conocimiento humano, al saber que se desatará una gran guerra entre los humanos y los Espers llamada la Guerra de los Magi; tras esto Setzer decide que apostara a que vencerá junto a sus nuevos camaradas a todo intento por incitar a que la guerra ocurra.
1 año después, con el mundo en desequilibrio y gobernado por Kefka, el grupo de había desperdigado. Setzer fue encontrado en un Bar y tuvo que ser convencido para que se uniera contra Kefka.

## Frases célebres
- "La vida es como un juego de azar, si no te arriesgas, nunca sabes si podrás ganar"
- "¿Qué es lo más importante en la vida? ¡Estar libre de obligaciones! De otra forma no puedes jugar y apostar..."
- "¡Ja! ¡Cómo puedes caer tan bajo? ¡Me encanta! De acuerdo, te ayudaré. Mi vida es una pieza más en tu pila! Hazla ascender!"
- En el Mundo de la Ruina, cuando Celes y el resto de grupo lo encuentra: "Soy solo un apostador... sólo quiero estar solo... Este mundo es demasiado caótico para mi. Que puede ser peor, he perdido mis alas..."
- "No tengo nada que perder, solo mi vida y eso lo conseguí gratis!"
- En la tumba de Daryl: "Ella era una obra de arte... nada la asustaba."
- En las últimas escenas del juego: "Cuando pienses que estas en lo correcto, estas en lo incorrecto, y eso es un grave error."

- Datos: Q11703779
- Multimedia: Setzer Gabbiani / Q11703779